# 扇叶槭
扇叶槭（学名：Acer flabellatum）为无患子科槭属的植物。分布在缅甸北部、 东北部以及中国大陆的江西、云南、湖北、广西、四川、贵州等地，生长于海拔1,500米至2,300米的地区，多生长于疏林中，目前尚未由人工引种栽培。

## 别名
七裂槭（中国树木分类学）

## 异名
- Acer flabellatum Rehd. var. yunnanense (Rehd.) Fang
- Acer yunnanense (Rehd.) Fang